# Campagne de Keelung
Guerre franco-chinoise
Batailles
- Expédition du Tonkin
- Sontay
- Bac Ninh
- Bac Le
- Fuzhou
- Keelung
- Tamsui
- Kep
- Shipu
- Zhenhai
- Lang Son (1re)
- Nui Bop
- Tuyen Quang
- Yu Oc
- Hoa Moc
- Phu Lam Tao
- Bang Bo
- 2e Lang Son
- Pescadores

La campagne de Keelung (août 1884-mars 1885) est une campagne militaire menée par les forces françaises de l'escadre d'Extrême-Orient et du Corps expéditionnaire du Tonkin au nord de Formose (Taïwan) pendant la guerre franco-chinoise.

## Échec du débarquement d'août 1884
Au matin du 5 août, après le rejet de l'ultimatum français par les Chinois de leur remettre leurs défenses côtières, La Galissonnière , le Villars et le Lutin engagent et mettent hors de service les trois batteries côtières de Keelung. Dans l'après-midi, l'amiral Lespès met à terre un bataillon de l'infanterie de marine pour occuper Keelung et les mines de charbon de Pei-tao, mais l'arrivée de nombreuses troupes chinoises menées par Liu Ming-ch'uan oblige les Français à battre en retraite  et à réembarquer le 6 août. Les pertes humaines françaises dans cette opération infructueuse sont de 2 morts et 11 blessées. Les Chinois ont subi des pertes  manifestement plus lourdes.

## Prise de Keelung
En octobre 1884, l'amiral Courbet dispose d'un corps expéditionnaire de 2 000 hommes : le régiment de marche du lieutenant-colonel Bertaux-Levillain formé de trois bataillons de l'infanterie de marine et de trois batteries d'artillerie. Le 1er octobre, les marsouins prennent le port. Incapables d'avancer au-delà de cette tête de pont, ils doivent faire face à la contre-attaque, à l'intérieur de Keelung, menée par des forces chinoises supérieures en nombre commandées par le commissaire impérial Liu Ming-ch'uan.

## Opérations denovembreetdécembre
En novembre et décembre 1884, le choléra et la typhoïde affectent le corps expéditionnaire français, alors que des renforts pour l'armée chinoise sont envoyées à Formose via les îles Pescadores, portant ces forces à 35 000 hommes à la fin de la guerre.

## Offensives dejanvieretmars 1885
Début janvier, le corps expéditionnaire a été considérablement renforcé avec deux bataillons d'infanterie, portant son effectif à environ 4 000 hommes. Quatre des six compagnies du 3e bataillon du 1er régiment de tirailleurs algériens (chef de bataillon Fontebride) sont arrivées dans Keelung le 6 janvier et les quatre compagnies du 4e bataillon du 2e régiment étranger d'infanterie (chef de bataillon Vitalis) débarquent le 20 janvier. On a donné le commandement du corps expéditionnaire renforcé au lieutenant-colonel Jacques Duchesne.

À la fin janvier et début mars 1885, les Français remportent deux victoires tactiques impressionnantes contre leurs assiégeants chinois, mais ils ne sont pas assez nombreux pour exploiter ces victoires.

## Fin de la campagne
La campagne de Keelung prend fin en avril 1885 ; elle s'achève par un statu quo stratégique et tactique. À l'époque, cette campagne est critiquée par l'amiral Courbet, le commandant de l'escadre d'Extrême-Orient, comme étant stratégiquement inutile et ayant causé une division des forces navales françaises.

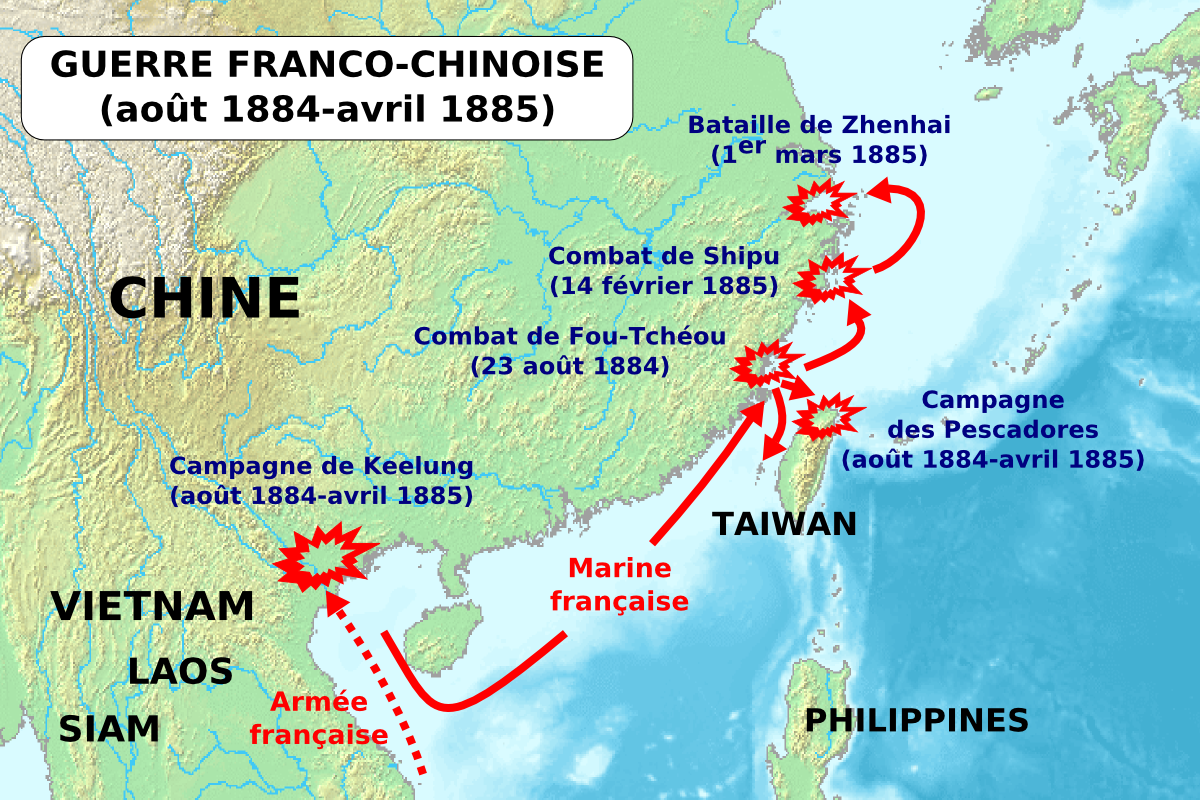
Les différents affrontements qui ont lieu pendant le conflit.

## Décoration
FORMOSE 1885 est inscrit sur le drapeau des régiments cités lors de cette bataille.

## Souvenir
Les morts français du conflit sont enterrés au cimetière militaire français de Keelung. Des cérémonies d'hommage y ont lieu deux fois par an,.
La campagne serait encore étudiée par le commandement militaire taïwanais pour ses leçons sur la défense de l'île.

### Sources et bibliographie
En français
- Ernest Picard-Destelan, Annam et Tonkin : Notes de voyage d'un marin, Paris, 1892
- Émile Duboc, Trente cinq mois de campagne en Chine, au Tonkin, Paris, 1899
- S. Ferrero, Formose, vue par un marin français du XIXe siècle, Paris, 2005
- Huard, La guerre du Tonkin, Paris, 1887
- Maurice Loir, L'escadre de l'amiral Courbet, Paris, 1886
- Maurice Rollet de l'Isle, Au Tonkin et dans les mers de Chine, Paris, 1886, [lire en ligne]
- Auguste Thomazi, La conquête de l'Indochine, Paris, 1934
- R. Vienet, « Devant le champ de bataille de Mawei (Chine) », dans La Géographie, n°1525, juin 2007, p. 31–53
- Rémi Monaque, Une histoire de la marine de guerre française, Paris, éditions Perrin, 2016, 526 p. (ISBN 978-2-262-03715-4)

En anglais
- (en) Cet article est partiellement ou en totalité issu de l’article de Wikipédia en anglais intitulé « Keelung Campaign » (voir la liste des auteurs).
- (en) James F. Roche et L. L. Cowen, The French at Foochow, Celestial Empire, 1884, totales49 (lire en ligne)
- (en) J. Rawlinson, China's Struggle for Naval Development, 1839–1895, Harvard, 1967
- (en) R. Wright, The Chinese Steam Navy, 1862–1945, Londres, 2001

- Lung Chang [龍章], Yueh-nan yu Chung-fa chan-cheng [越南與中法戰爭, Vietnam and the Sino-French War] (Taipei, 1993)